# King George V and Elaine Bernacchi School
Il King George V and Elaine Bernacchi School (KGV/EBS) è un liceo (High School) governativo delle Kiribati, con sede a Bikenibeu, Tarawa Sud.
È stato creato nel 1965 dalla riunione di due scuole: il King George V School, una scuola secondaria per soli ragazzi creata nel 1922 a Bairiki e poi spostata ad Abemama, ed infine a Bikenibeu nel 1953, e la Elaine Bernacchi School, una scuola per ragazze creata nel 1959 a Bikenibeu.